# Asociación de Bancos Argentinos
La Asociación de Bancos Argentinos (ADEBA), es una organización patronal argentina creada en 1972 con el fin de representar a los bancos privados de capital argentino.
En la década de 1990 ADEBA se fusionó con la Asociación de Bancos de la República Argentina (ABRA), que agrupaba a los bancos extranjeros para dar lugar a la creación de la Asociación de Bancos de la Argentina (ABA). Después de la crisis de 2001 los banqueros de capital “nacional” volvieron a separarse y a conformar una “nueva” Adeba, eligiendo a Jorge Horacio Brito, del Macro, como presidente.
Las otras dos entidades que representan a bancos, son la ABAPPRA -Asociación de Bancos Públicos y Privados-, y ABE -Asociación de la Banca Especializada- que a su vez es un miembro asociado de ADEBA.

## Autoridades
Sus presidentes han sido:
- 2016-2020: Daniel A. Llambías (CEO Banco Galicia)
- 2003-2016: Jorge Horacio Brito (Banco Macro S.A.)
- 1993-1999: Eduardo J. Escasany (Banco de Galicia y Buenos Aires S.A.)
- 1982-1993: Roque Maccarone (Banco Río de la Plata)
- 1980-1982: Federico J.L. Zorraquín (Banco Comercial del Norte)
- 1979-1980: Alberto Berisso (Banco Crédito Argentino)
- 1974-1980: Narciso E. Ocampo (Banco Ganadero Argentino)
- 1973-1974: Hernán L. Ayerza (Banco de Galicia y Buenos Aires S.A.)
- 1972-1973: Eduardo Escasany (Banco de Galicia y Buenos Aires S.A.)

## Miembros asociados[1]
- Banco Ciudad de Buenos Aires
- Banco Galicia
- Banco Comafi
- Banco Provincia BAPRO
- Banco Nación
- Bancor (Banco de Córdoba)
- Banco San Juan
- Banco Santa Cruz
- Supervielle
- Banco Industrial
- MACRO
- Wilobank
- BST (Banco de Servicios y Transacciones S.A.)
- Banco de Valores
- Banco del Sol
- Banco Tucumán (Grupo Macro)
- Banco Entre Ríos
- Banco Hipotecario
- Bi Bank (Banco Interfinanzas)[2]
- Banco Mariva
- Banco Meridian
- Banco Piano
- Banco Rioja
- Banco Roela
- Banco Saenz
- Banco Santa Fe
- Banco Santiago del Estero
- Banco de La Pampa
- Banco del Chubut